# 3659 Bellingshausen

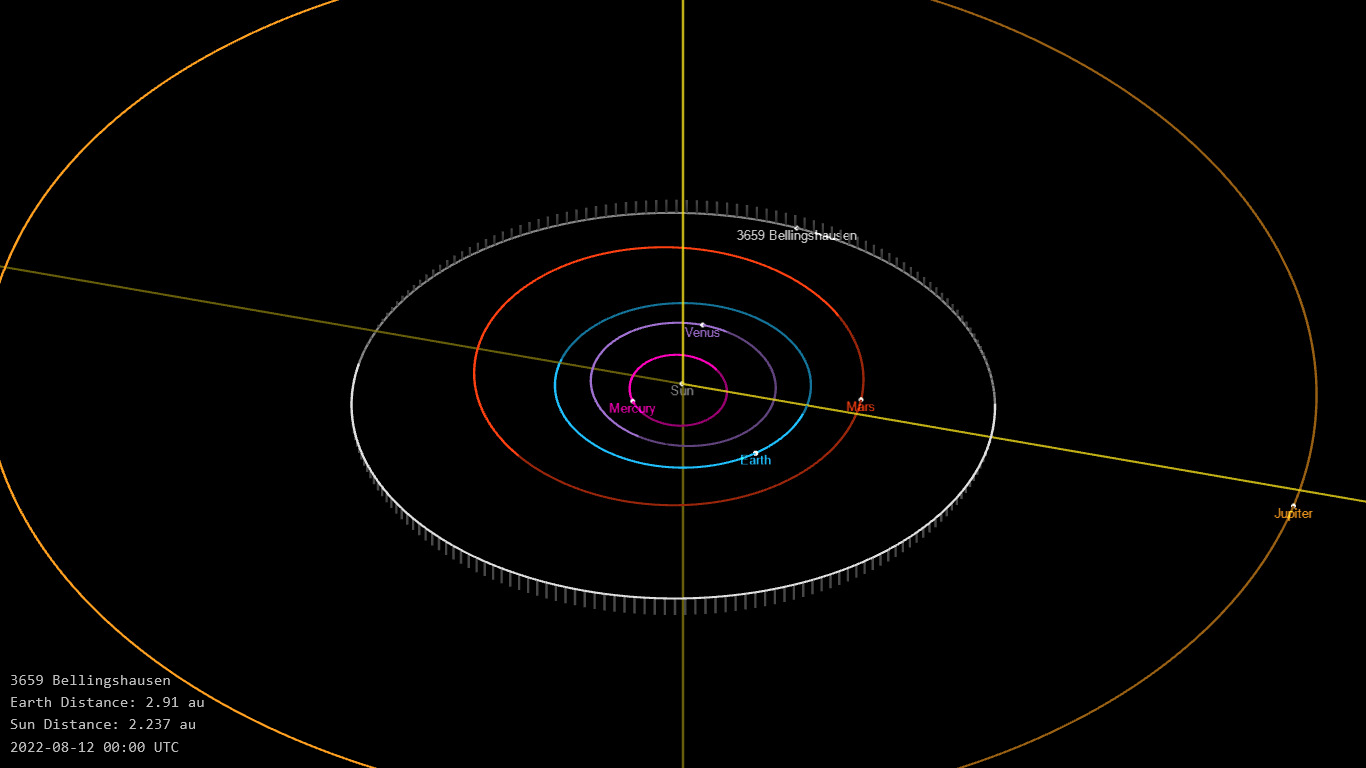
Orbita asteroidului 3659 Bellingshausen

3659 Bellingshausen este un asteroid din centura principală, descoperit pe 8 octombrie 1969 de Liudmila Cernîh.